# Rolland de Montmorency-Fosseux
Pour les autres membres de la famille, voir Maison de Montmorency.
Rolland de Montmorency-Fosseux († v. 1506). Fils de Louis de Montmorency-Fosseux et de Marguerite de Wastines.

## Ascendance
Hugues Capet → Robert II de France → Henri Ier de France → Philippe Ier de France → Louis VI de France → Robert Ier de Dreux → Alix de Dreux → Gertrude de Nesle-Soissons → Bouchard VI de Montmorency → Mathieu III de Montmorency → Mathieu IV de Montmorency → Jean Ier de Montmorency → Charles de Montmorency → Jacques de Montmorency → Jean II de Montmorency → Louis de Montmorency-Fosseux → Rolland de Montmorency-Fosseux

## Mariage et descendance
Le 14 février 1483, Rolland épouse Louise d'Orgemont, fille de Charles d'Orgemont de Méry et de Baillet-sur-Esches, † 1511, et de Jeanne Dauvet : Charles était le petit-fils de Guillaume d'Orgemont de Méry, le dernier fils du chancelier Pierre ; et Jeanne Dauvet la fille de Jean II Dauvet, † 1471, 1er président des parlements de Toulouse et de Paris, et la grand-tante de Charlotte Dauvet, la mère de Sully. De ce mariage sont nés :
- Claude de Montmorency-Fosseux (? - octobre 1546) : Postérité de sa femme Anne d'Aumont
- Anne de Montmorency-Fosseux, x 1° Antoine de Créquy de Raimboval, et 2° Guillaume de La Motte-Bléquin de Beaussart et Beaurepaire
- Louise de Montmorency-Fosseux, x 1° 1521 Jean Ier de Rouvroy de Saint-Simon, † vers 1550/1559, seigneur de Flavy-Le-Martel : Postérité, dont Jean (II) de Rouvroy, mari en 1576 de sa cousine Geneviève, fille de Claude de Montmorency-Fosseux.